# Partit Socialista Obrer Espanyol d'Andalusia
El Partit Socialista Obrer Espanyol d'Andalusia (en castellà Partido Socialista Obrero Español de Andalucía; PSOE-A) és la federació andalusa del PSOE, anomenada antigament com a Federació Socialista Andalusa.

## Història
El PSOE d'Andalusia neix el desembre del 1977. Al Congrés de Torremolinos es crea la Federació Socialista Andalusa (FSA)-PSOE i es constitueix un Comitè Coordinador Regional. Al mateix any es presenta sota les sigles del PSOE a les eleccions generals, aconseguint un milió de vots i 27 diputats i 16 senadors amb la primera posició a Andalusia, que mantindrà de manera ininterrompuda fins al 2011.
Durant 1978 s'integren paulatinament en aquesta federació el Partit Socialista Popular d'Andalusia i el Moviment Socialista d'Andalusia. És al II Congrés de la FSA-PSOE, celebrat a Sevilla el desembre de 1979, quan la federació andalusa passa a denominar-se, per primera vegada, Partit Socialista Obrer Espanyol d'Andalusia.
A les primeres eleccions autonòmiques de 1982 aconseguiria més del 50% dels vots, amb una contundent majoria absoluta amb 66 escons. El PSOE-A mantindria el govern andalús en solitari o en coalició fins al 2018, quan és definitivament desbancat pel PP-A, que governaria amb C's primer i al 2022 en solitari.

## Resultats electorals

### Parlament d'Andalusia
| Any  | Líder                         | Vots      | %      | Escons   | ±   | Pos. | Govern   |
| ---- | ----------------------------- | --------- | ------ | -------- | --- | ---- | -------- |
| 1978 | Plácido Fernández Viagas      | -         | -      | 16 / 31  | Nou | 1r   | Majoria  |
| 1979 | Rafael Escuredo               | -         | -      | 42 / 91  | 26  | 1r   | Coalició |
| 1982 | Rafael Escuredo               | 1.498.619 | 52,6%  | 66 / 109 | 24  | 1r   | Majoria  |
| 1986 | José Rodríguez de la Borbolla | 1.576.513 | 47,0%  | 60 / 109 | 6   | 1r   | Majoria  |
| 1990 | Manuel Chaves                 | 1.368.576 | 49,6%  | 62 / 109 | 2   | 1r   | Majoria  |
| 1994 | Manuel Chaves                 | 1.395.131 | 38,7%  | 45 / 109 | 17  | 1r   | Coalició |
| 1996 | Manuel Chaves                 | 1.909.160 | 44,1%  | 52 / 109 | 7   | 1r   | Coalició |
| 2000 | Manuel Chaves                 | 1.790.653 | 44,3%  | 52 / 109 | =   | 1r   | Coalició |
| 2004 | Manuel Chaves                 | 2.260.545 | 50,4%  | 61 / 109 | 9   | 1r   | Majoria  |
| 2008 | Manuel Chaves                 | 2.178.296 | 48,4%  | 56 / 109 | 5   | 1r   | Majoria  |
| 2012 | José Antonio Griñán           | 1.527.923 | 39,6%  | 47 / 109 | 9   | 2n   | Coalició |
| 2015 | Susana Díaz                   | 1.409.042 | 35,4%  | 47 / 109 | =   | 1r   | Minoria  |
| 2018 | Susana Díaz                   | 1.009.243 | 28,5%  | 33 / 109 | 14  | 1r   | Oposició |
| 2022 | Juan Espadas                  | 883.707   | 24,09% | 30 / 109 | 3   | 2n   | Oposició |

### Eleccions generals
| Any       | Vots      | %      | Diputats | ±   | Pos. | Senadors | ±   |
| --------- | --------- | ------ | -------- | --- | ---- | -------- | --- |
| 1977      | 1,059,037 | 36.16% | 27 / 59  | Nou | 1r   | 16 / 32  | Nou |
| 1979      | 986,842   | 33.53% | 23 / 59  | 4   | 1r   | 19 / 32  | 3   |
| 1982      | 2,064,865 | 60.45% | 43 / 59  | 20  | 1r   | 24 / 32  | 5   |
| 1986      | 1,923,891 | 57.07% | 42 / 60  | 1   | 1r   | 24 / 32  | =   |
| 1989      | 1,793,717 | 52.55% | 42 / 61  | =   | 1r   | 24 / 32  | =   |
| 1993      | 2,063,899 | 51.45% | 37 / 61  | 5   | 1r   | 24 / 32  | =   |
| 1996      | 2,017,857 | 46.66% | 32 / 62  | 4   | 1r   | 24 / 32  | =   |
| 2000      | 1,771,968 | 43.86% | 30 / 62  | 2   | 1r   | 18 / 32  | 6   |
| 2004      | 2,377,455 | 52.86% | 38 / 61  | 8   | 1r   | 24 / 32  | 6   |
| 2008      | 2,342,277 | 51,93% | 36 / 61  | 2   | 1r   | 22 / 32  | 2   |
| 2011      | 1,594,893 | 36.6%  | 25 / 60  | 11  | 2n   | 10 / 32  | 12  |
| 2015      | 1,402,393 | 31.5%  | 22 / 61  | 3   | 1r   | 17 / 32  | 5   |
| 2016      | 1,326,838 | 31.2%  | 20 / 61  | 2   | 2n   | 14 / 32  | 3   |
| 2019 (I)  | 1,568,682 | 34.22% | 24 / 61  | 4   | 1r   | 24 / 32  | 10  |
| 2019 (II) | 1,425,126 | 33.36% | 25 / 61  | 1   | 1r   | 23 / 32  | 1   |
| 2023      | 1,459,264 | 33.48% | 21 / 61  | 4   | 2n   | 11 / 32  | 12  |

### Parlament Europeu
| Any  | Andalusia | Andalusia | Andalusia |
| Any  | Vots      | %         | #         |
| ---- | --------- | --------- | --------- |
| 1987 | 1,491,525 | 48.27     | 1r        |
| 1989 | 1,288,676 | 50.26     | 1r        |
| 1994 | 1,479,280 | 41.07     | 1r        |
| 1999 | 1,609,861 | 43.29     | 1r        |
| 2004 | 1,349,475 | 54.38     | 1r        |
| 2009 | 1,265,633 | 48.16     | 1r        |
| 2014 | 940,501   | 35.13     | 1r        |
| 2019 | 1,547,896 | 40.53     | 1r        |
| 2024 | 938,023   | 32.15     | 2n        |